# Štefan Luby
Štefan Luby (Liptóújvár, 1910. január 5. - Pozsony, 1976. október 10.) szlovák jogász, egyetemi oktató.

## Élete
1929-ben végzett a liptószentmiklósi gimnáziumban, majd Pozsonyban, Prágában és Párizsban tanult jogot. Lipcsében és Zürichben is tanult. 1934-ben végzett Pozsonyban a Jogi Karon és Comenius Egyetemen lett asszisztens. 1937-től docens, 1939-től rendkívüli, 1941-től rendes professzor volt. 1959-ig egyetemi oktató, majd a Pozsonyi Gazdasági Főiskolán oktatott és a Szlovák Tudományos Akadémia Állam és jog intézetében dolgozott.

## Emlékezete

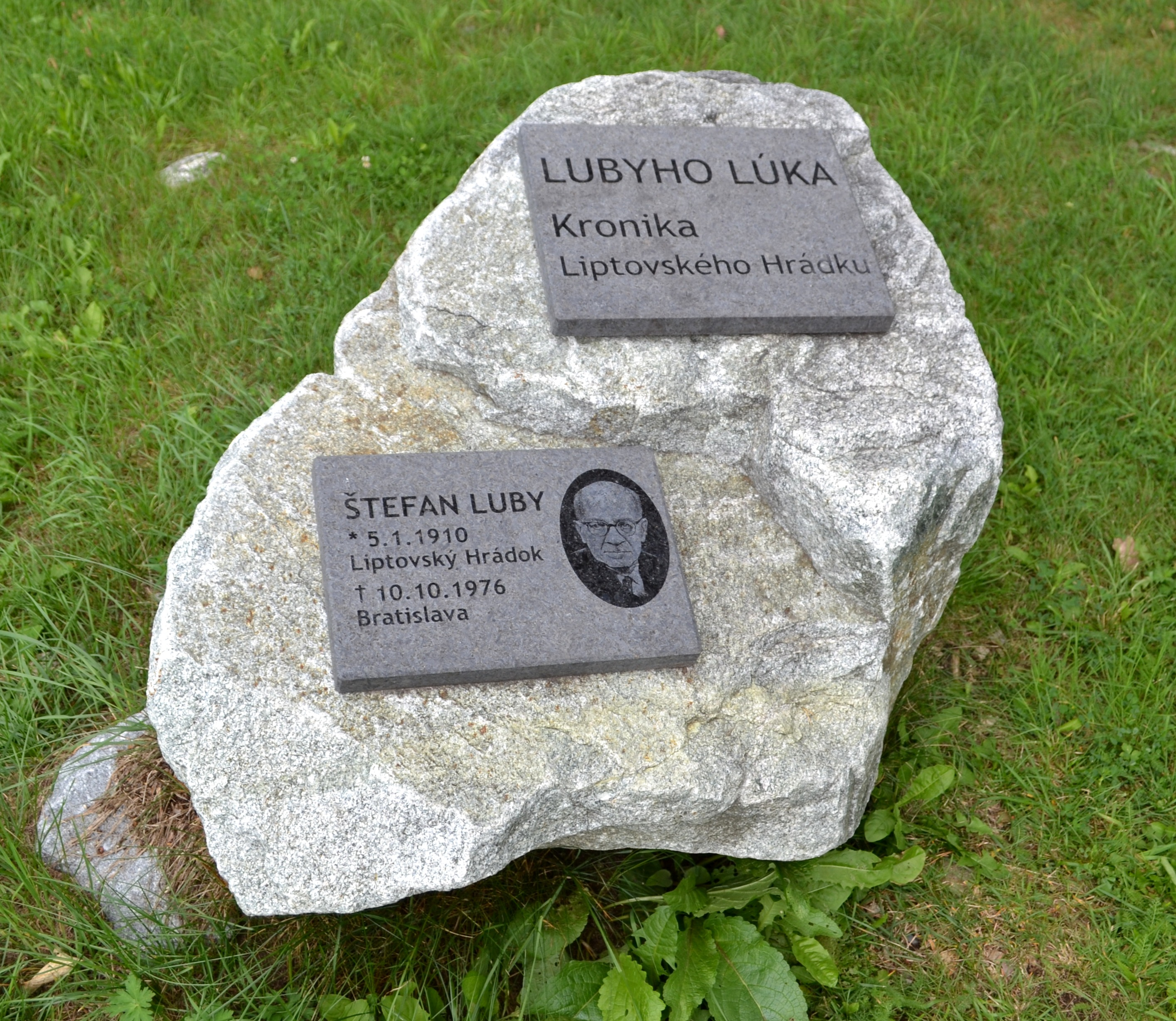
Liptóújvár

- 1990-től szervezik a Luby jogi napokat
- 1991 Štefan Luby Alapítvány[4]

## Művei
- 1932 Liptovský a turčiansky register z roku 1391
- 1937 Le problème des changements monétaires en matière d'obligations
- 1939 Obyčajové právo a súdna prax
- 1939 Peňažné pohľadávky
- 1941 Slovenské všeobecné právo súkromné I
- 1942 Rodina a jej právne základy
- 1946 Dejiny súkromného práva na Slovensku
- 1958 Prevencia a zodpovednosť v občianskom práve
- 1962 Autorské právo
- 1971 Vlastníctvo bytov
- 1971 Zodpovednosť štátu za škodu spôsobenú rozhodnutím alebo úradným postupom
- Vynálezcovské právo (kézirat)